# Floriane Soulas
Œuvres principales
- Rouille
- Les Noces de la renarde
- Les Oubliés de l'Amas
- Tonnerre après les ruines

Floriane Soulas, née en 1989 à Paris, est une romancière et nouvelliste française de fantasy et de science-fiction, notamment dans les sous-genres du steampunk et du space opera. Publiée à partir de 2014, elle obtient plusieurs prix depuis 2018.

## Biographie
Née en 1989 à Paris, Floriane Soulas a suivi une classe préparatoire, puis une école d'ingénieur, l'École des mines de Carmaux. Elle valide ensuite une thèse en génie mécanique,,. En parallèle d'une carrière d'ingénieur logiciel, elle écrit des nouvelles de science-fiction. Parmi ses lectures de jeunesse et ses inspirations, elle cite Émile Zola, Victor Hugo, Albert Camus mais aussi des œuvres de fantasy comme celles de J. R. R. Tolkien et David Gemmell ou de science-fiction comme celles d'Isaac Asimov et George Orwell.

## Œuvre
Elle publie son premier roman, Rouille en 2018. L'ouvrage, mettant en scène l'enquête d'une prostituée au sujet d'une vague de meurtres dans un Paris steampunk, est qualifié de "premier roman efficace dans un univers sombre et pertinent". Il est récompensé du prix ActuSF de l'uchronie catégorie Littérature, du prix Imaginales des lycéens et d'un prix Chrysalis de l'European Science Fiction Society (en).
Son deuxième roman, Les Noces de la renarde parait en 2019 et met en scène un Japon médiéval de fantasy. Ce roman est qualifié de singulier, au suspense haletant, et à l'écriture maîtrisée. Il est nommé pour le prix Elbakin et obtient le Prix de l'Ouest Hurlant - Livre de poche 2022.
En 2020, Floriane Soulas est le « Coup de cœur » du festival Les Imaginales, qui salue une jeune autrice aux débuts prometteurs. Le salon n'ayant pu se tenir, elle est reconduite en Coup de cœur de l'édition 2021.
Son troisième roman, un space opera intitulé Les Oubliés de l'Amas, paraît en 2021. L'intrigue se tient dans une sorte de cité pirate construite avec les déchets en orbite autour de Jupiter. Le roman est qualifié d'hommage aux grandes heures de la science-fiction, s'inspirant des robots d'Asimov de la course de bolides de Star Wars ou encore des stations de Mass Effect. Le roman est nommé au Prix Rosny aîné 2022 et obtient le Prix européen Utopiales des pays de la Loire 2022. Tandis que ce livre paraît en format poche en 2023 chez Pocket Imaginaire, avec le label « Étoiles montantes de l’imaginaire » proposé par l'éditrice Charlotte Volper, Floriane Soulas publie la même année, Tonnerre après les ruines, un roman post-apocalyptique aux éditions Argyll.
En 2024, elle rejoint le comité littéraire des Utopiales.
Sa dernière parution, Soma, dans la collection Ailleurs & Demain – Le labo des éditions Robert Laffont, est un récit de cyberpunk féministe qui met en scène une cyborg à la recherche de son identité. 

## Publications

### Romans
- Rouille, Scrineo, 2018Réédition, Pocket, coll. « Science-fiction » no 7288, 2020 - Prix ActuSF de l'uchronie catégorie Littérature 2018 et prix Imaginales des Lycéens 2019
- Les Noces de la renarde, Scrineo, 2019Réédition, Pocket, coll. « Science-fiction » no 7304, 2021 - Prix de l'Ouest Hurlant - Livre de poche 2022[18]
- Les Oubliés de l'Amas, Scrineo, 2021Réédition, Pocket, coll. « Science-fiction » no 7351, 2023 - Prix Utopiales 2022[19]
- Tonnerre après les ruines, Argyll, 2023
- Les Filles de Freya, Rageot, 2024
- Soma, Robert Laffont, coll. « Ailleurs et Demain », 2025

### Roman graphique
- Les Sorcières de l'île, Robert Laffont, coll. Inari, 2024[20]

### Nouvelles
- Les Promenades nocturnes, 2014Publiée dans Ex Machina, Elenya, 2014
- Foudre, 2017Publiée dans Dimension Routes de légendes, Légende de la route, Rivière Blanche, coll. « Fusée » no 54, 2017, puis dans Antologie des Utopiales 2022, ActuSF, 2022
- This Land is Mine, 2019Publiée dans Dimension Uchronie 2, Rivière Blanche, coll. « Fusée » no 81, 2019
- Projet Cerebrus 199, 2021Publiée dans Par-delà l'horizon, ActuSF, 2021
- Planète 9, 2023Publiée dans Nous parlons depuis les ténèbres, Goater, 2023
- La Faiseuse, 2024Publiée dans Anthologie des Utopiales 2024, ActuSF, 2024

## Distinctions
- 2018 : prix ActuSF de l'uchronie catégorie Littérature pour Rouille.
- 2019 : prix Imaginales des lycéens pour Rouille.
- 2019 : Chrysalis Awards pour Rouille[21].
- 2022 : prix européen Utopiales des pays de la Loire pour Les Oubliés de l'Amas.
- 2022 : prix poche de l'Ouest Hurlant pour Les Noces de la renarde.